# Associazione Sportiva Cittadella 2016-2017
Questa voce raccoglie le informazioni riguardanti l'Associazione Sportiva Cittadella nelle competizioni ufficiali della stagione 2016-2017.

## Stagione
La stagione 2016-2017 corrisponde alla 10ª partecipazione alla seconda serie del campionato italiano di calcio per il neopromosso Cittadella. I veneti vengono dalla terza promozione della loro storia in Serie B dopo una sola stagione trascorsa in Lega Pro, promozione e primo posto ottenuti il 18 aprile 2016, con tre giornate d'anticipo, dopo aver sconfitto 3-1 il Pordenone. Confermato Venturato in panchina, la stagione del Cittadella inizia il 12 luglio al Tombolato e prosegue tutta la settimana con i test atletici di Andrea Redigolo intervallati dalle visite mediche, mentre sabato 16 luglio c'è la presentazione ufficiale della nuova squadra in piazza Pierobon. I veneti effettuano il ritiro precampionato a Lavarone, in Trentino-Alto Adige dal 18 al 31 luglio. La stagione inizia in maniera roboante, con 5 vittorie nelle prime 5 giornate di campionato. In seguito arrivano risultati altalenanti, che però consentono alla squadra veneta di finire il girone di andata in piena zona playoff, al quinto posto, ottenendo la salvezza con ampio margine di anticipo. Alla 40ª giornata, cioè con due turni di anticipo, in seguito alla vittoria per 4-1 in trasferta contro il Pisa, che, tra le altre cose, condanna i toscani in Lega Pro arriva la matematica qualificazione ai playoff. Questa si rivela quindi una stagione al di sopra delle aspettative, che vedeva nella salvezza l'obiettivo primario. I granata terminano il campionato al sesto posto, eguagliando così il loro miglior piazzamento di sempre, risalente al 2010. L'avversario designato per il turno preliminare è il Carpi. Nonostante i due risultati su tre a disposizione dei granata, l'avventura termina con la vittoria degli ospiti per 1-2.

## Divise e sponsor
Il fornitore tecnico, per la stagione 2016-2017, è Garman. Lo sponsor ufficiale è Ocsa mentre il co-sponsor è Siderurgica Gabrielli.
| Casa | Trasferta | Terza divisa |

## Rosa
Rosa e numerazione sono tratte dal sito ufficiale del Cittadella.
| N. |                    | Ruolo | Calciatore             |
| -- | ------------------ | ----- | ---------------------- |
| 1  | Italia (bandiera)  | P     | Enrico Alfonso         |
| 2  | Italia (bandiera)  | D     | Alessandro Salvi       |
| 3  | Italia (bandiera)  | D     | Amedeo Benedetti       |
| 4  | Italia (bandiera)  | C     | Manuel Iori (capitano) |
| 5  | Italia (bandiera)  | C     | Luca Valzania          |
| 6  | Italia (bandiera)  | D     | Filippo Scaglia        |
| 7  | Italia (bandiera)  | C     | Andrea Schenetti       |
| 8  | Italia (bandiera)  | C     | Filippo Lora           |
| 9  | Italia (bandiera)  | A     | Gianluca Litteri       |
| 10 | Brasile (bandiera) | A     | Lucas Chiaretti        |
| 11 | Italia (bandiera)  | D     | Ivan Pedrelli          |
| 12 | Italia (bandiera)  | P     | Alberto Corasaniti     |
| 13 | Italia (bandiera)  | D     | Marco Varnier          |
| 14 | Italia (bandiera)  | A     | Giulio Fasolo          |

| N. |                           | Ruolo | Calciatore       |
| -- | ------------------------- | ----- | ---------------- |
| 16 | Italia (bandiera)         | C     | Paolo Bartolomei |
| 17 | Italia (bandiera)         | A     | Luca Strizzolo   |
| 18 | Italia (bandiera)         | A     | Andrea Arrighini |
| 19 | Italia (bandiera)         | D     | Carlo Pelagatti  |
| 20 | Italia (bandiera)         | D     | Simone Pasa      |
| 21 | Italia (bandiera)         | D     | Marco Martin     |
| 22 | Italia (bandiera)         | P     | Alberto Paleari  |
| 23 | Italia (bandiera)         | C     | Andrea Paolucci  |
| 24 | Italia (bandiera)         | C     | Giacomo Gaccin   |
| 25 | Italia (bandiera)         | C     | Luca Maniero     |
| 26 | Italia (bandiera)         | A     | Antimo Iunco     |
| 27 | Costa d'Avorio (bandiera) | A     | Christian Kouamé |
| 28 | Italia (bandiera)         | A     | Luca Vido        |
| 29 | Italia (bandiera)         | D     | Manuel Pascali   |

## Calciomercato

### Sessione estiva (dal 01/07 al 31/08)
| Acquisti | Acquisti               | Acquisti               | Acquisti      |
| R.       | Nome                   | da                     | Modalità      |
| -------- | ---------------------- | ---------------------- | ------------- |
| P        | Nicola Mattiuzzi       | Union Ripa La Fenadora | fine prestito |
| P        | Alberto Paleari        | Giana Erminio          | definitivo    |
| D        | Marco Martin           | Pavia                  | svincolato    |
| D        | Carlo Pelagatti        | Catania                | svincolato    |
| D        | Alfredo Praticò        | Luparense              | fine prestito |
| D        | Ivan Pedrelli          | Rimini                 | svincolato    |
| D        | Michele Pellizzer      | Virtus Entella         | fine prestito |
| C        | Paolo Bartolomei       | Reggiana               | definitivo    |
| C        | Massimiliano Busellato | Ternana                | fine prestito |
| C        | Simone Pasa            | Inter                  | svincolato    |
| C        | Luca Valzania          | Atalanta               | prestito      |
| A        | Andrea Arrighini       | Avellino               | prestito      |
| A        | Christian Kouamé       | Prato                  | prestito      |
| A        | Gianluca Litteri       | Latina                 | svincolato    |
| A        | Andrea Rozzi           | Prato                  | prestito      |
| A        | Luca Strizzolo         | Pordenone              | svincolato    |

| Cessioni | Cessioni               | Cessioni       | Cessioni                |
| R.       | Nome                   | a              | Modalità                |
| -------- | ---------------------- | -------------- | ----------------------- |
| P        | Nicola Mattiuzzi       | Union Feltre   | prestito                |
| P        | Matteo Vaccarecci      |                | svincolato              |
| D        | Daniel Cappelletti     | Padova         | definitivo              |
| D        | Alessandro De Leidi    | Como           | definitivo              |
| D        | Valerio Nava           | Atalanta       | fine prestito           |
| D        | Michele Pellizzer      | Virtus Entella | definitivo (0,27 mln €) |
| C        | Yusupha Bobb           | Chievo         | fine prestito           |
| C        | Massimiliano Busellato | Salernitana    | prestito                |
| C        | Lamin Jallow           | Chievo         | fine prestito           |
| C        | Mattia Minesso         | Bassano Virtus | definitivo              |
| C        | Mattia Zaccagni        | Verona         | fine prestito           |
| A        | Giulio Bizzotto        | Feralpisalò    | prestito                |
| A        | Claudio Coralli        | Reggina        | svincolato              |
| A        | Alessandro Sgrigna     |                | svincolato              |

### Sessione invernale (dal 03/01 al 31/01)
| Acquisti | Acquisti       | Acquisti | Acquisti   |
| R.       | Nome           | da       | Modalità   |
| -------- | -------------- | -------- | ---------- |
| C        | Riccardo Menon | Roma     | prestito   |
| A        | Antimo Iunco   | Paganese | svincolato |
| A        | Luca Vido      | Milan    | prestito   |

| Cessioni | Cessioni | Cessioni | Cessioni |
| R.       | Nome     | a        | Modalità |
| -------- | -------- | -------- | -------- |

## Risultati

### Serie B

#### Girone di andata
| Arbitro: | Marinelli (Tivoli) |

|                    |           |                         |
| Maniero 65’ (rig.) | Marcatori | 53’ Pascali 55’ Litteri |

| Arbitro: | Pasqua (Tivoli) |

|                       |           |  |
| Litteri 11’ Salvi 61’ | Marcatori |  |

| Arbitro: | Piccinini (Forlì) |

|               |           |                                                                       |
| La Mantia 81’ | Marcatori | 34’ Arrighini 42’ (rig.) Iori 54’ Chiaretti 62’ Litteri 83’ Strizzolo |

| Arbitro: | Minelli (Varese) |

|                                |           |                |
| Strizzolo 37’, 51’ Litteri 72’ | Marcatori | 86’ Di Mariano |

| Arbitro: | Martinelli (Roma) |

|  |           |               |
|  | Marcatori | 78’ Arrighini |

| Arbitro: | Abisso (Palermo) |

|  |           |                                 |
|  | Marcatori | 22’ Bonazzoli 39’, 63’ Morosini |

| Arbitro: | Marini (Roma) |

|  |           |                      |
|  | Marcatori | 52’ Iori 79’ Litteri |

| Arbitro: | La Penna (Roma) |

|                           |           |                                        |
| Chiaretti 32’ Litteri 60’ | Marcatori | 17’ Pryjma 37’ Paganini 47’ D. Ciofani |

| Arbitro: | Serra (Torino) |

|                     |           |  |
| Di Carmine 48’, 64’ | Marcatori |  |

| Arbitro: | Marinelli (Tivoli) |

|  |           |           |
|  | Marcatori | 64’ Cacia |

| Arbitro: | Di Paolo (Avezzano) |

|              |           |              |
| Pulzetti 53’ | Marcatori | 9’ Arrighini |

| Arbitro: | Mainardi (Bergamo) |

|                    |           |            |
| Iori 4’ Kouamé 74’ | Marcatori | 90’ Corvia |

| Arbitro: | Nasca (Bari) |

|                  |           |  |
| Litteri 39’, 53’ | Marcatori |  |

| Arbitro: | Abisso (Palermo) |

|              |           |  |
| Ceravolo 80’ | Marcatori |  |

| Arbitro: | Ghersini (Genova) |

|                                                        |           |            |
| Iori 19’ F. Scaglia 28’ Litteri 35’, 82’ Benedetti 45’ | Marcatori | 1’ Pazzini |

| Arbitro: | Rapuano (Rimini) |

|                          |           |  |
| Catellani 8’ Lasagna 28’ | Marcatori |  |

| Arbitro: | Nasca (Bari) |

|          |           |                         |
| Iori 55’ | Marcatori | 31’ Bonifazi 70’ Zigoni |

| Arbitro: | Sacchi (Macerata) |

|                                         |           |  |
| Ciano 56’ Garritano 60’ Mi. Đurić 90+1’ | Marcatori |  |

| Arbitro: | Martinelli (Roma) |

|             |           |  |
| Salvi 45+2’ | Marcatori |  |

| Arbitro: | Pinzani (Empoli) |

|                        |           |  |
| Rizzo 34’ Cernigoi 89’ | Marcatori |  |

| Arbitro: | Di Martino (Teramo) |

|                             |           |          |
| Arrighini 13’ Strizzolo 65’ | Marcatori | 65’ Diaw |

#### Girone di ritorno
| Arbitro: | Rapuano (Rimini) |

|                            |           |  |
| Chiaretti 9’ Schenetti 78’ | Marcatori |  |

| Arbitro: | Saia (Palermo) |

|              |           |  |
| Falletti 67’ | Marcatori |  |

| Cittadella 4 febbraio 2017, ore 15:00 CET 24ª giornata | Cittadella        | 0 – 0 referto | Pro Vercelli | Stadio Piercesare Tombolato (2 530 spett.)\| Arbitro: \| Piccinini (Forlì) \| |
| Arbitro:                                               | Piccinini (Forlì) |               |              |                                                                               |

| Arbitro: | Aureliano (Bologna) |

|               |           |           |
| Gălăbinov 19’ | Marcatori | 77’ Iunco |

| Arbitro: | Marini (Roma) |

|               |           |                                 |
| Strizzolo 12’ | Marcatori | 53’, 86’ Ardemagni 90+2’ Eusepi |

| Arbitro: | Pezzuto (Lecce) |

|                                                          |           |               |
| And. Caracciolo 9’ Blanchard 29’ Coly 37’ Dall'Oglio 43’ | Marcatori | 23’ Strizzolo |

| Arbitro: | Baroni (Firenze) |

|                                    |           |                               |
| Chiaretti 53’ Iunco 82’ Iori 90+4’ | Marcatori | 34’ Coronado 90’ (rig.) Citro |

| Arbitro: | Minelli (Varese) |

|                |           |                |
| D. Ciofani 33’ | Marcatori | 62’ Bartolomei |

| Arbitro: | Rapuano (Rimini) |

|             |           |                       |
| Litteri 14’ | Marcatori | 51’ (rig.) Di Carmine |

| Arbitro: | Aureliano (Bologna) |

|                            |           |                    |
| Gigliotti 65’ Orsolini 86’ | Marcatori | 51’ (rig.) Litteri |

| Arbitro: | Serra (Torino) |

|            |           |  |
| Kouamé 25’ | Marcatori |  |

| Arbitro: | Martinelli (Roma) |

|  |           |                             |
|  | Marcatori | 60’ Strizzolo 78’ Chiaretti |

| Salerno 4 aprile 2017, ore 20:30 CEST 34ª giornata | Salernitana         | 0 – 0 referto | Cittadella | Stadio Arechi (11 236 spett.)\| Arbitro: \| Di Paolo (Avezzano) \| |
| Arbitro:                                           | Di Paolo (Avezzano) |               |            |                                                                    |

| Arbitro: | Di Martino (Teramo) |

|         |           |  |
| Iori 9’ | Marcatori |  |

| Arbitro: | Pinzani (Empoli) |

|                       |           |  |
| Bessa 16’ Pazzini 81’ | Marcatori |  |

| Arbitro: | Saia (Palermo) |

|                                                         |           |  |
| Arrighini 20’ Iori 37’ (rig.) Valzania 66’ Paolucci 90’ | Marcatori |  |

| Arbitro: | Pasqua (Tivoli) |

|                      |           |             |
| Giani 49’ Zigoni 67’ | Marcatori | 79’ Litteri |

| Arbitro: | La Penna (Roma) |

|                             |           |                                  |
| Arrighini 37’ Chiaretti 86’ | Marcatori | 26’ Ligi 50’ Rodríguez 79’ Ciano |

| Arbitro: | Nasca (Bari) |

|             |           |                                              |
| Masucci 60’ | Marcatori | 11’ Arrighini 76’, 84’ Vido 90+4’ F. Scaglia |

| Arbitro: | Abisso (Palermo) |

|               |           |  |
| Vido 13’, 52’ | Marcatori |  |

| Arbitro: | Sacchi (Macerata) |

|                                           |           |               |
| Tremolada 19’, 43’ Catellani 27’ Diaw 33’ | Marcatori | 74’ Chiaretti |

#### Turno Preliminare
| Arbitro: | Pasqua (Tivoli) |

|           |           |                       |
| Iunco 67’ | Marcatori | 33’ Lollo 65’ Mbakogu |

### Coppa Italia

#### Secondo Turno
| Arbitro: | Marini (Roma) |

|          |           |                               |
| Lora 15’ | Marcatori | 90+1’ Scappini 106’ Brighenti |

## Statistiche

### Statistiche di squadra
| Competizione | Punti         | In casa | In casa | In casa | In casa | In casa | In casa | In trasferta | In trasferta | In trasferta | In trasferta | In trasferta | In trasferta | Totale | Totale | Totale | Totale | Totale | Totale | DR  |
| Competizione | Punti         | G       | V       | N       | P       | Gf      | Gs      | G            | V            | N            | P            | Gf           | Gs           | G      | V      | N      | P      | Gf     | Gs     | DR  |
| ------------ | ------------- | ------- | ------- | ------- | ------- | ------- | ------- | ------------ | ------------ | ------------ | ------------ | ------------ | ------------ | ------ | ------ | ------ | ------ | ------ | ------ | --- |
| Serie B      | 63            | 21      | 13      | 2       | 6       | 37      | 23      | 21           | 6            | 4            | 11           | 23           | 31           | 42     | 19     | 6      | 17     | 60     | 53     | + 7 |
| Coppa Italia | secondo turno | 1       | 0       | 0       | 1       | 1       | 2       | 0            | 0            | 0            | 0            | 0            | 0            | 1      | 0      | 0      | 1      | 1      | 2      | - 1 |
| Totale       | 63            | 22      | 13      | 2       | 7       | 38      | 25      | 21           | 6            | 4            | 11           | 23           | 31           | 43     | 19     | 6      | 18     | 61     | 55     | + 6 |

### Andamento in campionato
| Giornata  | 1 | 2 | 3 | 4 | 5 | 6 | 7 | 8 | 9 | 10 | 11 | 12 | 13 | 14 | 15 | 16 | 17 | 18 | 19 | 20 | 21 | 22 | 23 | 24 | 25 | 26 | 27 | 28 | 29 | 30 | 31 | 32 | 33 | 34 | 35 | 36 | 37 | 38 | 39 | 40 | 41 | 42 |
| --------- | - | - | - | - | - | - | - | - | - | -- | -- | -- | -- | -- | -- | -- | -- | -- | -- | -- | -- | -- | -- | -- | -- | -- | -- | -- | -- | -- | -- | -- | -- | -- | -- | -- | -- | -- | -- | -- | -- | -- |
| Luogo     | T | C | T | C | T | C | T | C | T | C  | T  | C  | C  | T  | C  | T  | C  | T  | C  | T  | C  | C  | T  | C  | T  | C  | T  | C  | T  | C  | T  | C  | T  | T  | C  | T  | C  | T  | C  | T  | C  | T  |
| Risultato | V | V | V | V | V | P | V | P | P | P  | N  | V  | V  | P  | V  | P  | P  | P  | V  | P  | V  | V  | P  | N  | N  | P  | P  | V  | N  | N  | P  | V  | V  | N  | V  | P  | V  | P  | P  | V  | V  | P  |
| Posizione | 5 | 1 | 1 | 1 | 1 | 1 | 1 | 1 | 2 | 2  | 2  | 3  | 2  | 3  | 3  | 4  | 5  | 6  | 5  | 6  | 5  | 4  | 5  | 5  | 5  | 6  | 7  | 6  | 8  | 9  | 9  | 6  | 6  | 6  | 5  | 5  | 4  | 5  | 6  | 5  | 4  | 6  |

Fonte:  EVOLUZIONE CLASSIFICA SERIE B 16/17, su transfermarkt.it.
Legenda:

Luogo: C = Casa; T = Trasferta. Risultato: V = Vittoria; N = Pareggio; P = Sconfitta.